# Міста Болівії
Згідно з Національним інститутом статистики Болівії, місто класифікується як територія з визначеними межами та визнананою місцевою владою. У Болівії існує 1 384 міста. Станом на 21 листопада 2012 року (дату останнього національного перепису населення) у Болівії 53 міста з населенням понад 10 000 осіб. Загальне населення цих 53 міст 6 162 346 осіб, що становить 61,4% населення країни. Найбільше місто — Санта-Крус-де-ла-Сьєрра, з населенням 1 441 406 осіб, що збільшилось на 29,4% з останньої дати перепису 5 вересня 2001 року. Ла-Гуардія мала найбільший відсоток зростання — 801,5%, з 2001 по 2012 рік.

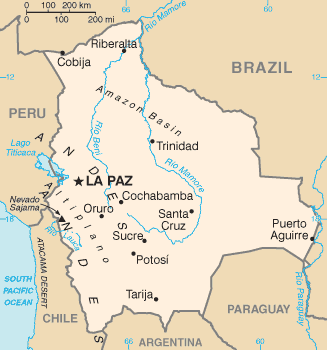
Карта Болівії

| Місто                   |
| ----------------------- |
| Вілья-Монтес            |
| Ель-Альто               |
| Коройко                 |
| Кочабамба               |
| Ла-Пас                  |
| Оруро                   |
| Портачуело              |
| Потосі                  |
| Пуерто-Буш              |
| Пуерто-Суарес           |
| Санта-Крус-де-ла-Сьєрра |
| Сукре                   |
| Тариха                  |
| Тринідад                |
| Уюні (місто)            |

| Прапор Болівії | Це незавершена стаття про Болівію. Ви можете допомогти проєкту, виправивши або дописавши її. |

1. ↑  Ciudades/Comunidades/Centros Poblados a Localidades Empadronadas en el Censo de Población y Vivienda 2012 [Cities/Communities/Towns and Villages Centers Enumerated in the Census of Population and Housing 2012] (Spanish) . National Institute of Statistics of Bolivia. Архів оригіналу за 5 березня 2014. Процитовано 2 лютого 2014.
2. ↑  Bolivia (Spanish) . UNESCO. 11 квітня 2013. Процитовано 22 лютого 2014.
3. ↑  El Gobierno Realizará el Censo 2012 el 21 de Noviembre [The Government will make the 2012 Census on 21 November]. Los Tiempos (іспанською) . 19 квітня 2011. Архів оригіналу за 1 лютого 2014. Процитовано 10 лютого 2014.
4. ↑  Bolivia: Niveles, Tendencias y Diferenciales de la Fecundidad [Bolivia: Levels, Trends and Differentials of Fertility] (PDF) (іспанською) . National Institute of Statistics of Bolivia. 2003. с. 11. Архів оригіналу (PDF) за 24 вересня 2015. Процитовано 10 лютого 2014.